# Радован Субић
Радован Ј. Субић (Бања Лука, 25. jануар 1980) српски је историчар и доцент на Одсјеку за историју на Филозофском факултету у Бањој Луци.

## Биографија
Рођен је  1980. у Бањој Луци, гдје је завршио основну и средњу школу. Основне студије историје завршио је 2010. на Одсјеку за историју Филозофског факултета у Бањој Луци. Постдипломске (мастер) студије историје завршио је на Одељењу за историју Филозофског факултета у Београду у октобру 2011. На истом факултету је уписао и докторске студије школске 2011/2012 године. Од децембра 2015. запослен је на Филозофском факултету у Бањој Луци као сарадник на ужој научној области Национална историја. Учествовао је на неколико научних скупова и округлих столова, аутор је више радова и једне монографије. Од марта 2015. запослен је као асистент на Филозофском факултету у Бањој Луци на Студијском програму историја. Изабран је 2018. у звање вишег асистента на предметима Српска и јужнословенска историја 1 и 2 (1804–1918), Приватни живот Срба у XИX вијеку, Источно питање у XИX вијеку. Такође је ангажован као секретар редакције факултетског часописа Синеза. Часопис за хуманистичке и друштвене науке. Учествовао је на више научних скупова, конференција и округлих столова, од тога два међународна скупа и један с међународним учешћем.  Поље његовог интересовања је историја новог вијека, посебно национална и општа историја XIX вијека.

## Дјела
- Субић, Радован (2024). Посљедњи вијек османске владавине Босном и Херцеговином (1788-1875). Универзитет у Бањој Луци, Филозофски факултет, Институт за хуманистичке и друштвене науке. ISBN 978-99976-38-88-5.
- Субић, Радован (2016). Стилман и балкански устанци (1866—1878). Београд: Phoenix Press. ISBN 978-86-6149-052-1.